# Twm

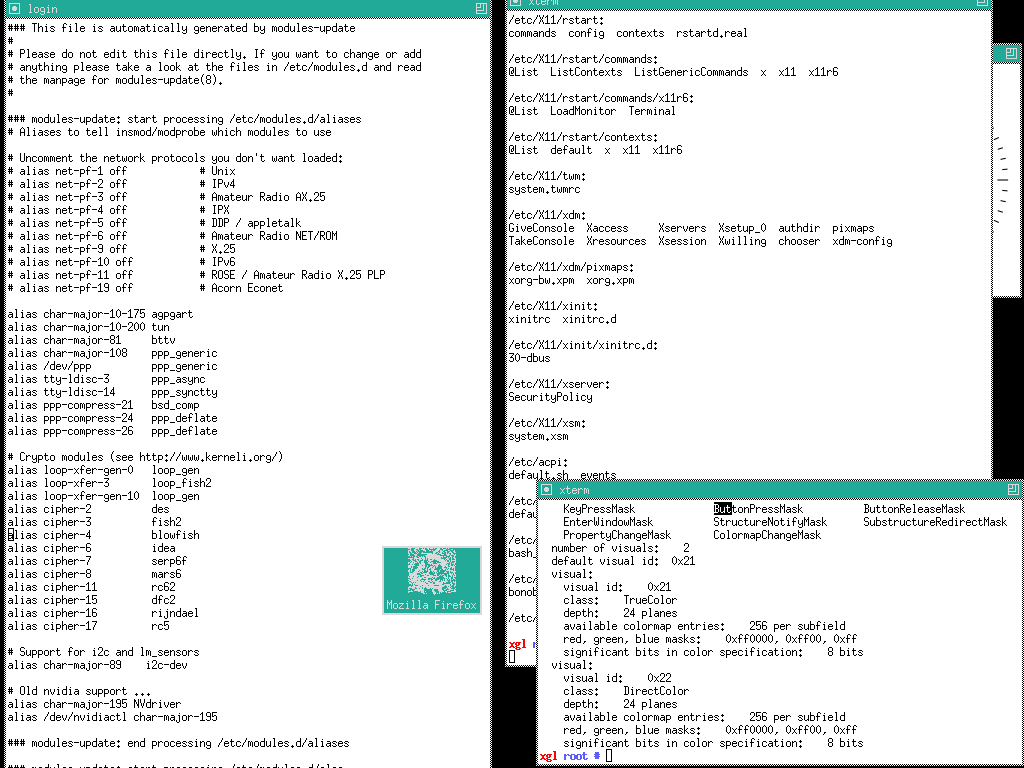
twmのスクリーンショット

twm（Tom's Window Manager,またはTab Window Manager）はX Window System用のウィンドウマネージャの一つ。1987年にTom LaStrangeによって開発された。X11R4以降、標準のウィンドウマネージャとしてXサーバに同梱されている。
twmはいまだX.Org Serverの標準であり､ほとんどのXサーバで動作する｡
コードは2025年現在でもメンテナンスされている｡

## 歴史
twmは、uwmの置き換えとして エバンス・アンド・サザランド（E&S）勤務のTom LaStrangeによって書かれた。これは、X Consortiumの一部であった。X11R1のためのバージョンは、Usenetのニュースグループ"comp.unix.souces"において1988年6月13日に公開された。
数カ月後、MITのX ConsrtiumのJim Fultonfが、E&Sにアプローチし、X Consortiumにコードのメンテナンスを移すよう訊ねた。また、Fultonは、これがInter-Client Communication Conventions Manualに準拠するようにした。これに続き、twmはuwmを置き換え、X11R4の標準のサンプルウィンドウマネージャとしてリリースされた。
Fultonによると、"tab"という言葉は、"T"から始まる利便性とタブ付きフォルダのように見えるウィンドウタイトルバーに強調を置けるため選ばれたという。